# Protanystropheus
Genre
Espèce
Protanystropheus est un genre de sauropsides archosauromorphes du Trias moyen (étage de l'Anisien). Il a été nommé par Sennikov en 2011 et l'espèce type est Protanystropheus antiquus, décrite pour la première fois en 1908 par le paléontologue allemand Friedrich von Huene sous le nom de Tanystropheus antiquus (certains auteurs préfèrent encore inclure cette espèce au sein du genre Tanystropheus,). Sennikov (2011) a attribué à Protanystropheus plusieurs vertèbres, notamment celles appartenant à « Thecodontosaurus » primus, mais une telle attribution a été remise en question par la suite, car ces spécimens pourraient représenter d'autres archosauromorphes basaux.

## Distribution
Des fossiles Protanystropheus ont été retrouvés en Pologne, en Allemagne, en Autriche et dans les Pays-Bas.

Taille comparée à celle d'un humain